# دانيال سيمون
دانيال سيمون (بالألمانية: Daniel Simon)‏ هو مهندس ألماني، ولد في 1975 في شترالزوند في ألمانيا.

## وصلات خارجية
- دانيال سيمون على موقع IMDb (الإنجليزية)